# NGC 7276
NGC 7276 (również PGC 68773) – galaktyka eliptyczna (E), znajdująca się w gwiazdozbiorze Jaszczurki. Odkrył ją Édouard Jean-Marie Stephan 20 września 1876 roku.
W galaktyce tej zaobserwowano supernową SN 2013hq.